# Tipula (Microtipula) percompressa
Tipula (Microtipula) percompressa is een tweevleugelige uit de familie langpootmuggen (Tipulidae). De soort komt voor in het Neotropisch gebied.